# Dasyatis guttata
Dasyatis guttata  (лат.) — вид рода хвостоколов из семейства хвостоко́ловых отряда хвостоколообразных надотряда скатов. Они обитают в тропических водах западной части Атлантического океана. Встречаются на глубине до 36 м. Максимальная зарегистрированная ширина диска 2 м. Грудные плавники этих скатов срастаются с головой, образуя ромбовидный диск, ширина которого слегка превышает длину. Рыло вытянутое и заострённое. Хвост длиннее диска. Позади шипа на хвостовом стебле вентрально расположены верхний и нижний кили. Окраска дорсальной поверхности диска коричневого цвета. Подобно прочим хвостоколообразным Dasyatis guttata размножаются яйцеживорождением. Эмбрионы развиваются в утробе матери, питаясь желтком и гистотрофом. Самки приносят ежегодно 1—2 новорожденных. Роды происходят в воде с пониженной солёностью. Рацион состоит из донных беспозвоночных и мелких костистых рыб. Эти скаты являются объектом целевого промысла. Представляют ценный трофей для рыболовов-любителей. 

## Таксономия и филогенез
Впервые Dasyatis guttata был упомянут немецким натуралистом Георгом Маркграфом  в его труде 1648 года «Historia Rerum Naturalis Brasiliae» как iabebirete. На основании этих данных немецкие натуралисты Маркус Блох и Иоганн Шнайдер научно описали новый вид Raja guttata. Позднее он был отнесён к роду хвостоколов. Видовой эпитет происходит от слова лат. gutta — «капля». 
В 2001 году был опубликован филогенетический анализ 14 видов хвостоколов, основанный на морфологии. В нём Dasyatis geijskesi и Dasyatis guttata были признаны близкородственными видами, образующими кладу с острорылым хвостоколом, Dasyatis margaritella, Himantura gerrardi и гладким скатом-бабочкой, как корневыми видами. Эти данные укрепляют мнение, что ни род хвостоколов ни род хвостоколов-гимантур не является монофилетическим.  

## Ареал и места обитания
Dasyatis guttata обитают в западной части Атлантического океана от юга Мексиканского залива до побережья Параны, Бразилия, включая воды, омывающие Большие и Малые Антильские острова. Эти донные рыбы встречаются в прибрежных солоноватых водах и в зоне прибоя не глубже 36 м. Они предпочитают места с илистым или песчаным дном и терпимы к широкому диапазону солёности воды.

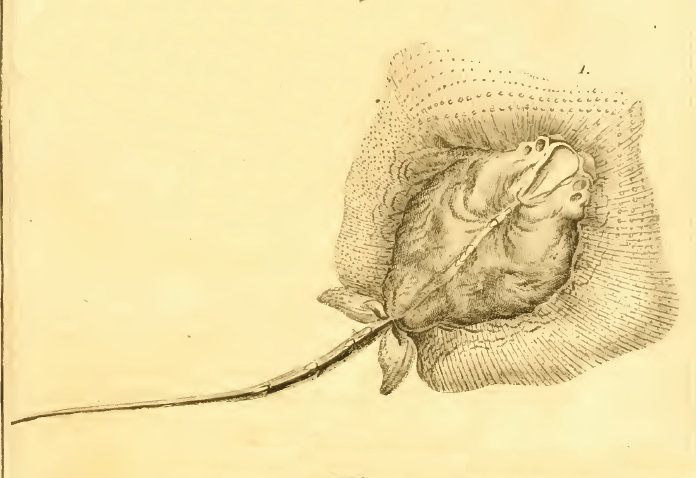
Оригинальное изображение Dasyatis guttata.

## Описание
Грудные плавники этих скатов срастаются с головой, образуя ромбовидный диск, ширина которого немного превышает длину, а края плавников сходятся почти под прямым углом. Рыло вытянутое и заострённое в виде треугольника. Позади крошечных глаз расположены брызгальца, которые превышают их по размеру. На вентральной поверхности диска расположены 5 жаберных щелей, рот и ноздри. Между ноздрями пролегает лоскут кожи с бахромчатым нижним краем. Зубы выстроены в шахматном порядке и образуют плоскую поверхность. На обеих челюстях имеется по 34—46 зубных рядов. На дне ротовой полости пролегает ряд из 3 выростов. Брюшные плавники закруглены.
Длина брюшных плавников в 2 раза превышает ширину. Кнутовидный хвост намного длиннее диска. Как и у других хвостоколов на дорсальной поверхности у основания хвостового стебля расположен зазубренный шип, соединённый протоками с ядовитой железой. Иногда у скатов бывает 2 шипа. Периодически шип обламывается и на их месте вырастает новый. Позади шипа на хвостовом стебле расположены дорсальная и вентральная кожные складки. Вдоль позвоночника от области между глазами до основания хвоста пролегает ряд мелких костяных бляшек. У крупных скатов область между крыльями покрыта плоскими чешуями в виде сердечек. Окраска дорсальной поверхности диска коричневого, оливкового или серого цвета, иногда с тёмными пятнами. Вентральная поверхность диска белая или желтоватая. Хвостовые кили чёрные. Максимальная зарегистрированная ширина диска 2 м, хотя средние размеры не превышают 1,25 м.

## Биология
Dasyatis guttata занимают примерно ту же экологическую нишу, что и обитающие севернее Dasyatis sabina. В тех местах, где ареалы этих скатов накладываются друг на друга, они образуют совместные скопления, при этом Dasyatis guttata держатся на глубине 1—15 м, а Dasyatis sabina — на глубине 50—60 м. Dasyatis guttata питаются в основном донными беспозвоночными и мелкими костистыми рыбами. Своими мощными челюстями они способны дробить крепкие панцири и раковины. В результате исследований, проведённых у берегов штата Сеара, было обнаружено, что основу рациона этих скатов составляют голотурии, сипункулиды Eunicidae, двустворчатые и брюхоногие моллюски, креветки Penaeus, крабы Callinectes и помадазиевые Pomadasys corvinaeformis. На Dasyatis guttata паразитируют ленточные черви Rhinebothrium margaritense и Rhodobothrium pulvinatum, равноногие Rocinela signata и моногенеи Monocotyle guttatae.
Подобно прочим хвостоколообразным Dasyatis guttata относится к яйцеживородящим рыбам. Эмбрионы развиваются в утробе матери, питаясь желтком и гистотрофом. У самок функционирует только левая матка. Самки приносят потомство 2 раза в год, в марте и в ноябре. Беременность длится 5—6 месяцев, параллельно протекает процесс вителлогенеза, благодаря которому они способны овулировать и спариваться непосредственно после родов. В помёте 1—2 новорожденных с диском шириной 12,3—15,3 см. Роды происходят в водах со сравнительно низкой солёностью, новорожденные вскоре уплывают в более воды, солёность которых составляет от 50 до 100 % солёности морской воды. Известно, что природные питомники этих скатов расположены у побережья Кайсару-ду-Норти, север Бразилии, где молодняк Dasyatis guttata встречается с февраля по октябрь на глубине не более 3 м. Совсем мелкие скаты попадаются в приливных бассейнах Сеары. Самцы и самки достигают половой зрелости при ширине диска 50—60 см и более 75 см соответственно. Взрослые скаты снова уходят в воды с пониженной солёностью (<20 ‰). Самки с диском шириной свыше 75 см встречаются в воде с солёностью ниже 5 ‰.

## Взаимодействие с человеком
Ядовитый шип делает Dasyatis guttata потенциально опасными для рыбаков и людей, переходящих воду вброд. Они являются объектом целевого лова. Их добывают с помощью жаберных сетей, тралов и ярусов. Наиболее многочисленны уловы в водах Гайаны и бразильских штатов Мараньян и Параиба. Они ценятся рыболовами-любителями в Сеаре. «Крылья» скатов поступают в продажу в свежем, замороженном и солёном виде. Кроме того, из них вырабатывают высококачественное масло и желатин. В Сеаре с 1995 по 2000 год они были предметом торговли аквариумистов.  Данных для оценки статуса сохранности Международным союзом охраны природы недостаточно. 